# Austrelaps labialis
Austrelaps labialis е вид змия от семейство Elapidae. Видът е уязвим и сериозно застрашен от изчезване.

## Разпространение
Разпространен е в Австралия.